# 조지 (난보쿠초 시대)
조지(貞治, じょうじ)는 일본 남북조 시대의 연호(元号) 중 하나이다. 북조에서 사용되었다.
- 전후 : 고안(康安) 이후 - 오안(応安) 이전.
- 시기 : 1362년 ~ 1367년
- 천황
  - 북조 : 고코곤 천황
  - 남조 : 고무라카미 천황
- 쇼군 : 무로마치 막부의 아시카가 요시아키라, 요시미쓰

## 개원(改元)
- 고안 2년 9월 23일(율리우스력 1362년 10월 11일), 개원.
- 조지 7년 2월 18일(율리우스력 1368년 3월 7일), 오안로 개원된다.

## 출전
『주역』의 「利武人之貞、志治也」.

## 조지 시기에 일어난 일
- 2년
  - 가마쿠라 구보(鎌倉公方)인 아시카가 모토우지가 우쓰노미야 우지쓰나를 공격하다.
  - 오우치 히로요와 야마나 도키우지가 무로마치 막부에 귀순하다.
- 4년
  - 2월 : 무로마치 막부 쇼군・아시카가 요시아키라가 산조보몬마데노코지(三条坊門万里小路)로 저택을 옮기다.
  - 8월 : 시부카와 요시유키가 규슈 단다이(九州探題)에 취임하다.
- 5년
  - 간레이・시바 요시유키가 실각하다.
- 6년
  - 아시카가 우지미쓰가 가마쿠라 구보에 취임하다.
  - 아시카가 요시아키라가 쇼군직을 아들 아시카가 요시미쓰에게 물려주고, 호소카와 요리유키를 후견인으로서 간레이에 임명하다.

### 죽음
- 3년
  - 스와 마루타다
- 6년
  - 아시카가 모토우지 (가마쿠라 구보. 향년 28세)
  - 아시카가 요시아키라 (가마쿠라 막부 2대 쇼군. 향년 38세)
  - 시바 다카쓰네

## 서력과의 대조표
| 조지 | 원년        | 2년         | 3년         | 4년         | 5년         | 6년         | 7년         |
| ---- | ----------- | ----------- | ----------- | ----------- | ----------- | ----------- | ----------- |
| 서력 | 1362년      | 1363년      | 1364년      | 1365년      | 1366년      | 1367년      | 1368년      |
| 남조 | 쇼헤이 17년 | 쇼헤이 18년 | 쇼헤이 19년 | 쇼헤이 20년 | 쇼헤이 21년 | 쇼헤이 22년 | 쇼헤이 23년 |
| 간지 | 임인        | 계묘        | 갑진        | 을사        | 병오        | 정미        | 무신        |

## 같이 보기
- 일본의 연호 일람

| 이전 고안 | 일본 북조의 연호 1362년 ~ 1368년 | 다음 오안 |